# Codex Campianus
- Papyrus
- Onciale
- Minuscules
- Lectionnaire

Le Codex Campianus (Gregory-Aland no. Me ou 021), Des-Camps Codex, est un manuscrit de vélin du Nouveau Testament en écriture grecque onciale. 

## Description
Le codex se compose de 257 folios (22 x 16,3 cm). Ce manuscrit contient le texte complet du Evangiles. 
Il contient l'Epistula ad Carpianum, les Sections d'Ammonian, les Canons de concordances, Synaxarion, et Ménologe.
C'est un témoin du texte byzantin. Kurt Aland le classe en Catégorie V. 
Les paléographes datent ce manuscrit du VIIIe siècle,.
Le manuscrit a été examiné par Bernard de Montfaucon, Johann Jakob Wettstein, Scholz, Constantin von Tischendorf, Tregelles, et Scrivener.
Il est conservé à la Bibliothèque nationale de France (Gr. 48), à Paris.